# Akihito Yamada
Pour les articles homonymes, voir Yamada.
Pas d'image ? Cliquez ici

a Compétitions nationales et continentales officielles uniquement.

b Matchs officiels uniquement.
Dernière mise à jour le 7 janvier 2023.
Akihito Yamada (山田章仁, Yamada Akihito), né le 15 mars 1985 à Kitakyushu (Japon), est un joueur de rugby à XV international japonais évoluant principalement au poste d'ailier. Il évolue avec les Kyuden Voltex en troisième division de League One depuis 2022. Il mesure 1,81 m pour 90 kg.

## Carrière

### En club
Akihito Yamada a commencé par évoluer en championnat japonais universitaire avec le club de Université Keiō entre 2004 et 2008.
Il a ensuite fait ses débuts professionnels en 2008 avec le club des Honda Heat, situé à Suzuka, et qui évoluait en Ligue Ouest A (deuxième division) avant d’accéder à la Top League l'année suivante. Avec ce club, il joue deux saisons, jouant vingt matchs et inscrit huit essais. Il est champion de la Ligue Ouest A en 2008.
Il quitte les Honda Heat en 2010 pour rejoindre les Panasonic Wild Knights, situés à Ōta. Il devient rapidement un joueur cadre de l'équipe, comme peut en témoigner ses statistiques : 83 essais en 90 matchs. Il contribue ainsi activement aux quatre titres de champion de Top League remporté par le club en 2011, 2014, 2015 et 2016. D'un point de vue personnel, il détient aussi le record du nombre d'essais inscrits en une saison de Top League avec 20 essais inscrits en 14 rencontres lors de la saison 2012/2013.
En 2015, il rejoint la franchise australienne de la Western Force qui évolue en Super Rugby. Il ne dispute cependant pas le moindre match et quitte la franchise à l'issue de la saison.
Il rejoint en 2016 la nouvelle franchise japonaise de Super Rugby : les Sunwolves. En mars 2016, lors du match opposant son équipe à celle des Cheetahs , il inscrit un triplé et devient ainsi le premier joueur japonais marquant trois essais en Super Rugby. Malgré une très bonne première saison (9 essais marqués en 10 matchs), il décide ne pas retourner jouer avec la franchise lors de la saison 2017, pour des raisons familiales.
En octobre 2017, il est annoncé qu'il effectuera son retour chez les Sunwolves lors de la saison 2018 de Super Rugby.
En 2019, après huit saisons avec les Panasonic Wild Knights, il rejoint les NTT Shining Arcs dans le même championnat.
Toujours en 2019, il est prêté pour une durée de deux mois au Lyon OU, dans le cadre d'un partenariat entre les deux clubs. Il ne joue aucune rencontre lors de son passage.
En 2021, il décide de rejoindre la Major League Rugby américaine, et l'équipe des Seawolves de Seattle. Il joue cinq matchs lors de son unique saison passée au club.
En 2022, il s'engage avec les Kyuden Voltex, qui évoluent en troisième division de League One.

### En équipe nationale
Akihito Yamada obtient sa première cape internationale avec l'équipe du Japon le 15 novembre 2013 à l’occasion d’un match contre l'équipe de Russie à Colwyn Bay.
Il fait partie du groupe japonais choisi par Eddie Jones pour participer à la Coupe du monde 2015 en Angleterre. Il dispute deux matchs de cette compétition, contre l'Afrique du Sud et les Samoa.

## Palmarès

### En club
- Champion de la Ligue Ouest A en 2008 avec les Honda Heat.
- Champion de Top League en 2011, 2014, 2015 et 2016 avec les Panasonic Wild Knights.
- Vainqueur du All Japan Championship en 2014 avec les Panasonic Wild Knights.

### En équipe nationale
- 25 sélections
- 95 points (19 essais)
- Participation à la Coupe du monde 2015 (2 matchs).
- Vainqueur du Championnat d'Asie de rugby à XV en 2014, 2015 et 2017.

- International japonais de rugby à sept